# Shopping-Center Schönbühl
Das Shopping-Center Schönbühl in Luzern ist das älteste Einkaufszentrum der Schweiz. Es ist Teil der 1966 bis 1968 realisierten Überbauung Schönbühl, zu welcher auch das Schönbühl-Hochhaus gehört.

## Angebot
Heute beherbergt das Shopping-Center Schönbühl 20 Geschäfte mit rund 6'700 Quadratmetern Verkaufsfläche. Darunter sind Filialen von Coop, Migros, Denner und Aldi Suisse, ein Café sowie bis 2020 eine Poststelle (heute Agentur beim Migros-Kundendienst) und eine Bank.

## Geschichte
Anfang der 1960er-Jahre regte Felix von Schumacher an, ein modernes Wohnquartier im Gebiet Schönbühl zu errichten, wo seine Familie seit dem 16. Jahrhundert einen Landsitz hatte. Dazu sollte auch ein überdachtes Einkaufszentrum nach dem Vorbild amerikanischer Malls gehören. Mit der Planung dieses Einkaufszentrums wurde der Zürcher Architekt und ETH-Professor Alfred Roth beauftragt.
Als das Shopping-Center Schönbühl am 16. November 1967 eröffnet wurde, war es das erste derartige Einkaufszentrum der Schweiz. Es umfasste ein ebenerdiges Ladengeschoss, welches neun aufeinander abgestimmte Läden aus allen Bereichen des täglichen Bedarfs enthielt. Als besonderer Komfort zu dieser Zeit galten die 13 Klimaanlagen, die dafür sorgten, dass sich die Temperatur im Gebäude immer zwischen 20 °C und 26 °C bewegte. Für die Autos der Kunden standen rund 180 Parkplätze auf dem Dach des Gebäudes zur Verfügung.
Das Untergeschoss, welches anfänglich als Tiefgarage mit 100 Parkfeldern für das Wohnhochhaus diente, wurde im Rahmen eines grösseren Umbaus in den 1980er-Jahren zu einem zweiten Ladengeschoss umgestaltet. Die östliche Einfahrtsrampe in das Untergeschoss wurde dabei zum Personenzugang umgestaltet.
Im zweiten Halbjahr 2006 wurde das Shopping-Center Schönbühl ein weiteres Mal umgebaut, wobei ein neuer Eingangsbereich geschaffen und die Innengestaltung mit organischen Formen dem Zeitgeist angepasst wurde. Heute dient das Shopping-Center Schönbühl, welches bis heute das grösste Einkaufszentrum in der Stadt Luzern ist, hauptsächlich als Quartier-Einkaufszentrum.

### Hochhaus

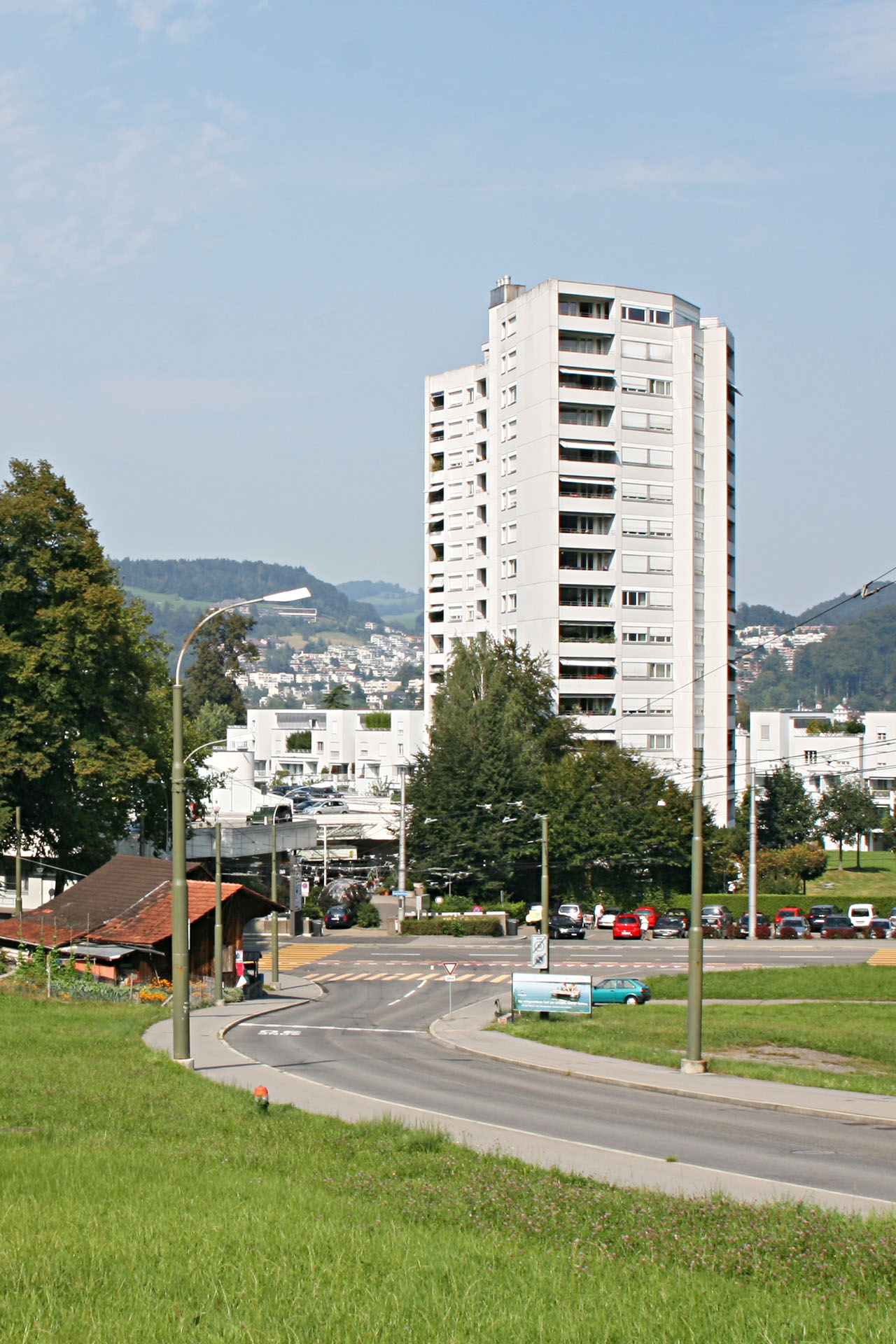
Das Schönbühl-Hochhaus von Süd-Westen gesehen (2009)

Die Überbauung Schönbühl aus den Jahren 1966 bis 1968 beinhaltet auch ein 16-geschossiges Hochhaus von Alvar Aalto, welches innerhalb eines Jahres nach der Eröffnung des Shopping-Centers mit Leca-Beton-Elementen realisiert wurde. Die Gestaltung des Hochhauses mit seinem fächerförmigen Grundriss und nach Südosten abgerundeter Fassade ähnelt dabei dem Aalto-Hochhaus in Bremen. Heute sind im Gebäude 84 Wohnungen und ein Restaurant im Erdgeschoss vorhanden. Zwischen 2018 und Ende 2019 wurde das Gebäude komplett saniert, wobei das Äussere weitgehend unverändert blieb.

## Erschliessung
Das Shopping-Center Schönbühl liegt an der Langensandstrasse, welche das Luzerner Stadtzentrum mit den Horwer Ortsteilen St. Niklausen und Kastanienbaum verbindet. In unmittelbarer Nähe zum Eingang des Shopping-Centers befindet sich die Haltestelle Schönbühl, welche von Autobussen der Linie 21 sowie von Trolleybussen der Linien 6 und 8 bedient wird. Für Personenwagen stehen auf der Rückseite sowie auf dem Dach des Gebäudes insgesamt 330 gebührenfreie Aussenparkplätze zur Verfügung.